# 尼兰·桑吉瓦·雷迪
尼蘭·桑吉瓦·雷迪（泰盧固語：నీలం సంజీవ రెడ్డి ；，1913年5月18日—1996年6月1日），第六任印度总统，在任时间为1977至1982年。其政治生涯起源于印度独立运动中的印度国民大会党。印度獨立後，他擔任了許多要職，如首任安得拉邦首席部长以及人民院发言人。在此之后，他成为了印度有史以来最年轻的总统。

## 早年
雷迪生於安得拉邦阿南塔普爾縣，早年就讀於馬德拉斯阿達亞爾神學院高中，後在馬德拉斯大學的附屬阿納塔普爾藝術學院攻讀本科。
在甘地1929年7月訪問阿南塔普爾後，雷迪參加印度獨立運動，並於1931年停學。1938年，雷迪當選為安得拉邦省議會委員會秘書。在退出印度運動期間，他因參加遊行於1940年至1945年被監禁。他於1942年3月獲釋，於8月再次被捕。1958年，文卡特斯瓦拉大學授予他榮譽法學博士學位。

## 政治生涯
1946年當選為馬德拉斯省（現泰米爾納德邦）立法議會議員，1947年任該邦制憲議會議員，1949-1951年任馬德拉斯邦禁酒、住房和林業部長，1951- 1952年任國大黨安得拉邦委員會主席並任國大黨工作委員會委員，1952-1953年任聯邦院議員，1953年任安得拉邦議會國大黨領導人，1953和1955-1956年任安得拉邦第二部長，1956-1957和1963-1964年任首席部長，1959-1962年任印度國民大會黨主席，1964-1965年任印度鋼鐵礦業部長，1966-1967年任交通、觀光和海空運部長，1967年後成為人民院議長。
1969年11月，國大黨內形成兩派：英迪拉派的國大黨和以莫拉爾吉·蘭奇霍季·德賽為首的國大黨（組織派）。1975年6月法赫魯丁·阿里·艾哈邁德總統應英迪拉總理的要求宣布進入緊急狀態。1977年2月法赫魯丁·阿里·艾哈邁德總統去世後，英·甘地取消了緊急狀態，3月在大選中下台，雷迪於7月25日當選總統的。1978年他離開英迪拉派，稱正統派國大黨。1980年英迪拉重新當選總理。1982年雷迪離任。錫克人吉亞尼·宰爾·辛格繼任總統。

### 總統任內
雷迪在任內訪問了英國，愛爾蘭，印度尼西亞，尼泊爾，斯里蘭卡，肯尼亞，愛爾蘭，贊比亞和南斯拉夫等國家。